# Topspin (bal)
Topspin is een term uit de tennis- of tafeltennissport die ook bij volleybal wordt gebruikt. Het is een draaieffect waarbij de bal een voorwaarts roterende beweging krijgt en daardoor na de stuit harder doorschiet.
Behalve het effect bij het neerkomen van de bal heeft topspin bij tennis ook het effect dat de bal "duikt": hij komt dichter bij het net op de grond dan je op grond van zijn snelheid zou verwachten. Dit verschijnsel wordt het Magnuseffect genoemd.
Het tegenovergesteld effect, dus dat de bal door de slag een achterwaarts roterende beweging meekrijgt, heet backspin of slice.